# Bagage
Bagage er samlingen af tasker, kufferter og andre beholdere, som indeholder en rejsendes artikler.
Bagageemnerne har typisk låse og hjul – og kan mange gange udvides så det indre rumfang kan øges, hvis der er behov for det.
Typisk er bagageemnerne mærket med sedler eller mærkater, så det kan aflæses af rejsepersonale, hvor bagagen skal hen.